# 行動ターゲティング広告
行動ターゲティング広告（こうどうターゲティングこうこく）とは、広告の対象となる顧客の行動履歴を元に顧客の興味関心を推測し、ターゲットを絞ってインターネット広告配信を行う手法。例えば、旅行関連のページを最近訪れたことがあったり、航空会社の広告をクリックしたことがあるユーザーは、「旅行」というジャンルに興味関心があると判定し、「旅行」関連の広告を配信するといったもの。ここでいう「行動」は、ページの閲覧、広告のクリック、検索のキーワードなどを指し、広告の配信を行う媒体・事業者によって定義は異なる。コンテンツ連動型広告を併用している場合が多い。行動ターゲッティング広告は、追跡型広告（ついせきがたこうこく）やリターゲティング広告とも呼ばれる。

## 行動ターゲティングで期待される成果
行動ターゲティングは、特定のジャンルに興味関心を持つ顧客に絞って広告を見せることができるため、広告効果を高めることができ、無駄な広告の露出を控えることにもつながるため、結果として費用対効果が高くなることが挙げられる。また、年齢・性別などの属性による静的な広告配信と比べると、直近のユーザーの行動に沿ってダイナミックに広告を表示することができる。

## 行動ターゲティングの実現方法
この機能は、行動を調査したい範囲によって実現範囲が異なるのが特徴である。その調査したい範囲を中心に述べる。よく用いられる手法の詳細についはトラッキング、広告配信の最適化に影響を与える機能についてはプライバシーモード、類似の事例についてはフィルターバブルなどが挙げられる。

### サイト内での行動分析
会員制の物販サイトなどでは、会員ごとの購買履歴を基に会員の嗜好を分析することができる。購買履歴以外にも、会員がログイン中に閲覧した商品の履歴を基に嗜好を分析することもできる。
会員制でないサイトでは、HTTP cookieを用いて閲覧者を識別するIDを発行することにより、訪問者の閲覧履歴を得ることができる。また、会員制サイトにおいても、同様の方法により、ログインせずにアクセスしている訪問者に対して閲覧履歴を得ることができる。cookieを使う場合はプライバシーモードの影響を受ける。
ポータルサイトなどの大規模サイトにおいては、サイト内でのアクセス履歴から、訪問者の行動分析が十分に行えると考えられる。Yahoo! JAPANは、2007年2月、行動ターゲティング広告のネットワーク配信を開始すると発表。それによると、「Yahoo! JAPANのどのようなサービスを閲覧したか（コンテンツ連動型広告）や、Yahoo!検索においてどんなキーワードで検索したか（サーチエンジンマーケティングおよび検索連動型広告）をもとに、利用者（ブラウザ）を興味・関心別の約 800のグループに分類」できるという。さらに、いくつかの検索サイトにおいても利用者の嗜好を検索結果に反映させていることから、フィルターバブルと呼ばれる現象の原因ともなっている。このような広告配信や検索結果への反映をおこなわない検索エンジンは、DuckDuckGoやStartpage.comなどがある。

### アドネットワークを活用した行動分析
広告の配信媒体（サードパーティー）が多数のウェブサイトに広告スペースを持っている場合、Google AdSenseやGoogle 広告などのJavaScriptを用いたアドネットワークを形成して、広告配信サーバーを1つにまとめることにより、Google Analyticsなどのウェブビーコンを用いて得られた広告配信サーバーへのアクセス履歴から、広告の閲覧者（クリックしなくても広告を表示しただけでよい）がどのウェブサイトを訪れているかを把握できる（アクセス解析）。これを、Googlebotなどのクローラによって得られた広告スペースのあるウェブサイトの内容情報と組み合わせること（アルゴリズム）により、閲覧者の嗜好を分析することができる。この方式は、NoScriptやScriptSafeのほかアドブロックを目的としたuBlock Originなど、JavaScriptを制御するブラウザ拡張機能の影響を受ける。JavaScriptが関連するその他の方式には、キャンバス・フィンガープリンティングなどもある。

#### cookieを用いた閲覧者識別
広告配信サーバーが閲覧者を識別するためにHTTP cookieを発行する場合、そのcookieはサイト運営者ではない第三者が発行するcookie（サードパーティcookie）となる。Internet Explorerではバージョン6以降、デフォルト設定でサードパーティcookieの受け入れが拒否されるようになったため、ウェブサーバーにP3Pのコンパクトポリシーの設定が必要となる。このように行動を追跡するために発行されるサードパーティcookieのことを「トラッキングcookie」と呼び、スパイウェア対策ソフトがスパイウェアとみなして削除することがある（Cookieとスパイウェアの関係も参照）。この方式はプライバシーモードの影響を受ける。今後、Federated Learning of Cohortsへの置換が想定される。

#### 携帯電話の契約者固有IDを用いた閲覧者識別
日本の携帯電話においては、2008年4月以降、すべての通信キャリアにおいて契約者固有IDを取得することができるようになったため、契約者固有IDを用いて閲覧者を識別することができる。cookieのように削除されることがないので、長期間にわたって閲覧者を追跡して嗜好を分析することができる。携帯関連では、位置連動型広告などの方式もある。

### ブラウザーの閲覧履歴を参照する手段を用いた方法
cookieを使用せず、アドネットワークにも依存せずに閲覧者の行動を分析する手法として、2008年6月に楽天とドリコムが営業活動を開始した「楽天ad4U」がある。楽天ad4Uは、ウェブブラウザーの見えない領域に大量のリンクを表示し、各リンクが訪問済みであるか否かをJavaScriptで調べることによって、その場で閲覧者の嗜好を分析する。その場で表示する広告を決定することから、閲覧者の識別を必要としない。
しかし、オープンソースのウェブブラウザーであるMozilla Firefoxは、2010年3月、この方法による閲覧履歴の参照をできなくする対策をとると発表。今後、他のブラウザーにも対策が広がれば、この方法による行動ターゲティングは不可能になると予想される。閲覧履歴を用いるその他の方式についてはトラッキング技術も参照。これらの手法もプライバシーモードの影響を受ける。

### ディープパケットインスペクションを用いた方法
インターネットサービスプロバイダ（ISP）にディープ・パケット・インスペクションと呼ばれる装置を設置して、すべての通信内容を分析することにより、そのISPの契約者のそれぞれの嗜好を分析する方法がある。米国では、NebuAdが、2008年2月にこの方法による行動ターゲティング広告を一部のISPで開始したが、2008年5月に米国下院の議員らがISPに中止を要請したことなどから、撤退するISPが続出し、NebuAdは利用されなくなった。英国では、Phormが、ISPのBTグループなどで実施を試みていたが、2006年に契約者に告知することなく秘密裏に実験を行ったことが発覚し、違法ではないかと問題視されている。この手法が影響を受けるのは、DNS over HTTPSのほかTorを含むセキュア通信やVPNなどである。

## 問題点

### プライバシーの問題
行動ターゲティングによる広告露出を効果的に行うためには、個々の顧客について過去の行動の履歴を収集・分析する必要があるが、この際顧客側のプライバシー保護との関係が問題となる。特にインターネット上では顧客の行動履歴収集が容易に行えるため、プライバシー保護を訴える人々との間でしばしば論争が起きている。
過去には、当該Webサイトの運営者とは異なる第三者（サードパーティー）によってユーザの行動履歴追跡に使われるCookieがWebブラウザに付与されることに対するプライバシーの問題が活発に議論され、2002年にはある特定の条件下でサードパーティーからのCookieをブロックすることができるようにするため、P3P（Platform for Privacy Preferences）と呼ばれるプロトコルがWorld Wide Web Consortium（W3C）によって標準化された。P3PはマイクロソフトのInternet Explorerなど一部のWebブラウザに採用されている。
2008年には、Adobe Flashオブジェクトの中に数千個の隠しリンクを設け、リンクの表示色を調べることでそのリンク先を過去に訪問したことがあるかどうかを調べる手法を用いた「楽天ad4U」が登場して物議をかもした。また、携帯電話の契約者固有IDを利用してユーザの行動履歴を収集する手法も登場してきており、セキュリティ研究家からは「プライバシーの観点から問題がある」との批判がなされている。

### 政治的利用の問題
不特定多数を対象とする政治的主張やプロパガンダの場合、検索結果において自己と異なる主張よりも高い順位に表示させる手段としてSEOがあるが、ターゲティング広告は、特定の政治的傾向や考え方をもった人々をターゲットに広告を配信できるため、1つの政党や1人の政治家が「異なる政治的傾向や考え方を持つ人々にそれぞれ異なる広告を配信する」ことができる。この性質は政治的に悪用される懸念がある。
これらの懸念からTwitterは2019年10月、「政治的広告をすべて禁止する」と発表した。

### 過度に的を絞ったターゲティングの問題
ターゲティング広告は、ターゲティングに用いることができる項目が多岐にわたるため、特定の個人や団体など非常に限られた人物のみに広告を表示させることができる。この性質はスピアフィッシング(spear phishing)などの攻撃に悪用される恐れもある。
ある人物がFacebookの広告を利用して、就職を希望する企業(Reddit)のCEOという1人の人物をターゲットにした広告を配信し、実際に同企業CEOが広告を閲覧し、同企業への就職が決まるなどの事例も存在する。この事例では同CEOをターゲットとした広告は合計197人に表示されその中に同CEOも含まれていた。

## 機能の有効化と無効化
いいね!ボタンなどのソーシャルボタンでは、行動ターゲティング広告機能は常に動作しているわけではなく、ログインした後に動作開始し、ログアウトした後は動作停止するものが多い。なお、その機能を無効化または有効化させることも可能である。
ただし、一部のサービスはログインの有無に関係なくシャドープロファイルを使用してターゲティングを行う場合がある。